# 孔慶鎔

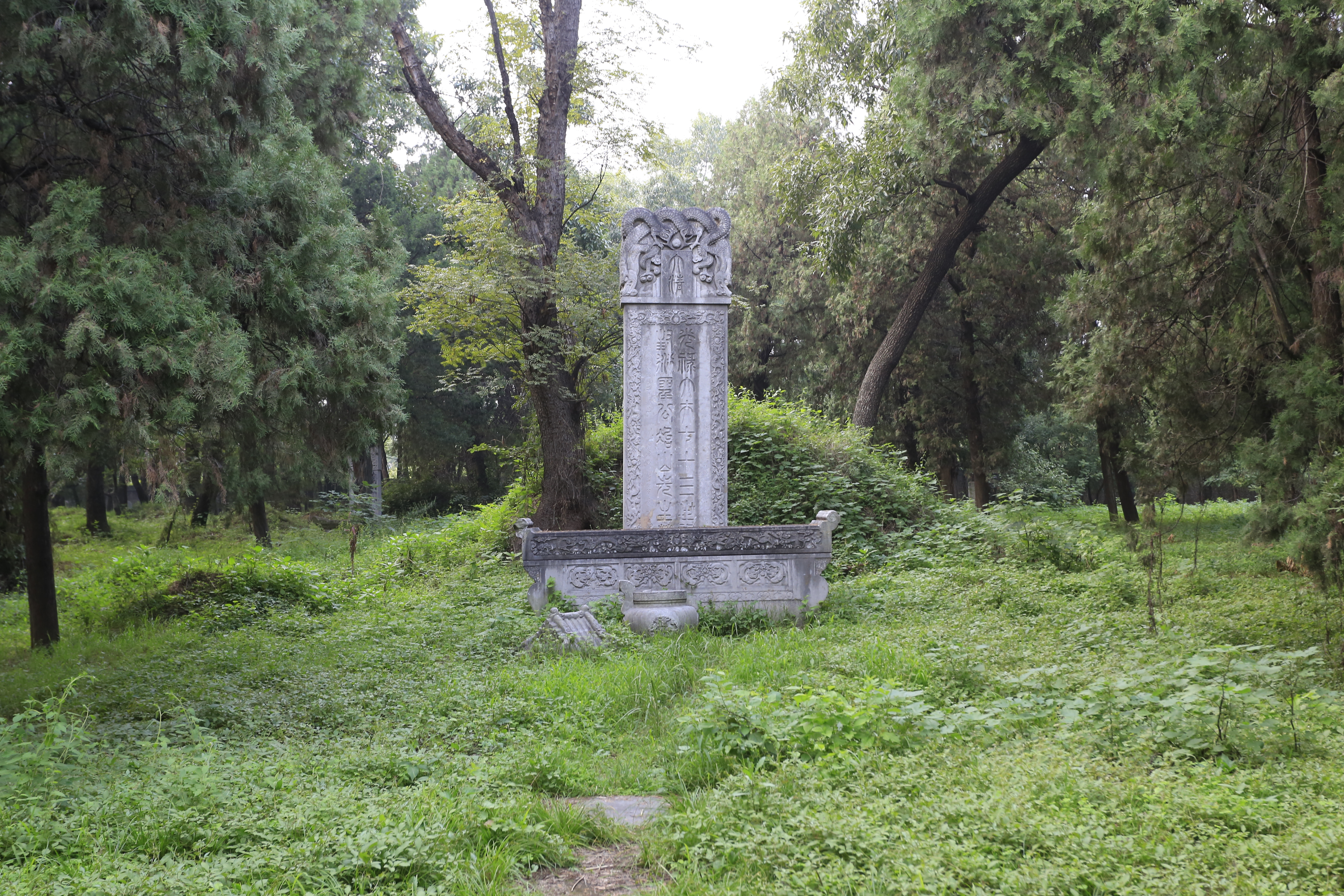
孔林内的孔庆镕墓

孔慶鎔（1787年12月29日—1841年3月22日），字陶甫，號冶山。衍聖公孔昭煥長孫、生父是孔昭煥的次子孔憲增，生於乾隆五十二年（1787年）十一月二十一日辰時。由於其伯父、衍聖公孔憲培無子，孔慶鎔被過繼給伯父作為繼嗣。乾隆五十九年（1794年）襲封衍聖公:14。

## 家庭
- 祖父：孔昭煥（1735年—1782年），乾隆八年（1743年）承襲衍聖公[1]:13。
- 祖母：陳珠（1735年—1761年），浙江海寧縣人，候選州同陳克光長女。[註 1]
  - 嗣父：孔憲培（1756年—1793年），孔昭煥嫡長子，乾隆四十七年（1782年）承襲衍聖公。
  - 嗣母：于氏（1755年—1824年），鎮江府金壇縣人，文華殿大學士兼戶部尚書于敏中第三女。[註 2]
  - 生父：孔憲增（1759年—1812年），孔昭煥次子，字如川、號怡齋，世襲翰林院五經博士、貤封衍聖公。[註 3][1]:凝祉堂
  - 生母：袁氏（1759年—1834年），長山人，刑部員外郎袁守詮次女，貤封衍聖公夫人。
    - 妻：畢氏（1790年—1847年），江蘇鎮洋縣人，兵部尚書、都察院右都御史畢沅第三女。[註 4]
      - 子：孔繁灝（1806年—1862年），道光二十一年（1841年）承襲衍聖公。
      - 長女：孔印蘭，嫁給陝西省西安府涇陽縣人、都察院左副都御史暨前江西巡撫張芾。
      - 次女：孔印蓮，二十七歲過世，未婚。

    - 胞弟：孔慶鑾（1789年—1853年），字曉坡、號南池，正一品廕生，刑部直隸司員外郎、誥授奉直大夫，晉封資政大夫。有二子二女。[註 5]
    - 同母姐：孔璐華（1777年—1832年）[2][3]，字經樓[4]，嫁給江蘇儀徵人、太保兼太子太保體仁閣大學士阮元。

## 附註
1. ↑  「夫人陳氏，諱珠，海寧人，候選州同克光長女。雍正十三年正月二十三日未時生，乾隆二十五年十二月二十日卯時卒，年二十六。……子五：憲培、憲增，陳出；……」
2. ↑  「夫人余氏，金壇人，文華殿大學士監戶部尚書敏中第三女。乾隆二十年十月十三日卯時生，道光三年十二月二十八日丑時卒，年六十九。無子，育同母弟憲增長子慶鎔為嗣。」
3. ↑  「憲增，字如川、號怡齋，世襲翰林院五經博士、貤封衍聖公。乾隆二十三年十二月十二日生，嘉慶十七年八月初八日卒，年五十五。配袁氏，長山人，刑部員外郎守詮次女；貤封衍聖公夫人。乾隆二十四年八月初七日生，道光十四年二月十六日卒，年七十六。子二：慶鎔、慶鑾，慶鎔為大宗後。女一，甲適儀徵阮承信長子太保兼太子太保體仁閣大學士元。」
4. ↑  「夫人畢氏，鎮洋人，太子太保總督湖北湖南軍務兵部尚書都察院右都御史沅第三女。乾隆五十五年五月十七日丑時生，道光二十七年二月初七日巳時卒，年五十八。子一，繁灝。女二：印蘭，適贈光祿大夫工部右侍郎湖北安陸縣知縣涇陽張五倫第四子都察院左都御史前江西巡撫芾。印蓮，年二十七卒。」
5. ↑  「慶鑾，字曉坡、號南池，正一品廕生，刑部直隸司員外郎、誥授奉直大夫，晉封資政大夫。乾隆五十四年十一月十三日生，咸豐三年十一月二十五日卒，年六十五。……子繁洙、繁沂，庶出；女甲，適……汪出。乙，適……庶出」

## 延伸阅读
[在维基数据编辑]
 《清史稿·卷483》，出自趙爾巽《清史稿》
 在维基共享资源阅览影像